# Датчик на Хол
Датчикът на Хол (или по-точно датчик, използващ ефекта на Хол) представлява преобразувател, който изменя изходното си напрежение в резултат на промяна на интензитета на магнитното поле. Тези датчици се използват в съвременни прецизни приложения, а също така и за безконтактно превключване, позициониране, определяне на скорост.
При преминаване на електричество през проводник се създава магнитно поле, чиято големина зависи от големината на протичащия през него ток. Удобно в случая е да се използва датчик на Хол за измерване на големината на тока, без да се прекъсва захранването.